# Unione Sportiva Pistoiese 1921 2015-2016
Questa voce raccoglie le informazioni riguardanti l'Unione Sportiva Pistoiese 1921 nelle competizioni ufficiali della stagione 2015-2016.

## Stagione
La Pistoiese nel 2015-2016 disputa il trentatreesimo campionato di terza serie della sua storia, prendendo parte al girone B della Lega Pro.
In Coppa Italia Lega Pro si qualifica al primo posto nel girone D, davanti a Carrarese e Savona, quindi viene eliminata dal Pisa ai sedicesimi di finale, perdendo in casa per 1-0.

## Divise e sponsor
Per la stagione 2015-2016 lo sponsor tecnico è Legea, mentre lo sponsor ufficiale è, come nella scorsa stagione, Vannucci Piante.
| Casa | Trasferta | Terza divisa |

## Rosa
| N. |                   | Ruolo | Calciatore           |
| -- | ----------------- | ----- | -------------------- |
|    | Italia (bandiera) | P     | Antony Iannarilli    |
|    | Italia (bandiera) | P     | Gabriele Marchegiani |
|    | Italia (bandiera) | D     | Nicolò Antonelli     |
|    | Spagna (bandiera) | D     | Juan Cruz            |
|    | Italia (bandiera) | D     | Tommaso D'Orazio     |
|    | Italia (bandiera) | D     | Vito Di Bari         |
|    | Italia (bandiera) | D     | Niccolò Dondoni      |
|    | Italia (bandiera) | D     | Nicola Falasco       |
|    | Italia (bandiera) | D     | Stefano Lanini       |
|    | Italia (bandiera) | D     | Nicola Pasini        |
|    | Italia (bandiera) | D     | Mattia Placido       |
|    | Italia (bandiera) | D     | Giusto Priola        |
|    | Italia (bandiera) | D     | Gianluca Romiti      |
|    | Italia (bandiera) | D     | Massimo Sammartino   |
|    | Italia (bandiera) | C     | Thomas Braglia       |
|    | Italia (bandiera) | C     | Loris Damonte        |
|    | Italia (bandiera) | C     | Ludovico Gargiulo    |

| N. |                   | Ruolo | Calciatore           |
| -- | ----------------- | ----- | -------------------- |
|    | Italia (bandiera) | C     | Fabrizio Lo Sicco    |
|    | Italia (bandiera) | C     | Domenico Mungo       |
|    | Italia (bandiera) | C     | Jacopo Petriccione   |
|    | Italia (bandiera) | C     | Federico Proia       |
|    | Italia (bandiera) | C     | Max Taddei           |
|    | Italia (bandiera) | C     | Francesco Vassallo   |
|    | Italia (bandiera) | A     | Valerio Anastasi     |
|    | Italia (bandiera) | A     | Corrado Colombo      |
|    | Italia (bandiera) | A     | Giovanni Faralli     |
|    | Italia (bandiera) | A     | Matteo Merini        |
|    | Italia (bandiera) | A     | Lorenzo Minerva      |
|    | Italia (bandiera) | A     | Giammario Piscitella |
|    | Italia (bandiera) | A     | Emanuele Rovini      |
|    | Italia (bandiera) | A     | Angelo Sanchez       |
|    | Italia (bandiera) | A     | Davide Sinigaglia    |
|    | Italia (bandiera) | A     | David Speziale       |

## Calciomercato

### Sessione estiva(dal 01/07 al 01/09)
| Acquisti | Acquisti             | Acquisti      | Acquisti      |
| R.       | Nome                 | da            | Modalità      |
| -------- | -------------------- | ------------- | ------------- |
| P        | Antony Iannarilli    | Pavia         | prestito      |
| P        | Gabriele Marchegiani | Roma          | prestito      |
| D        | Samuele Bicchi       | Sangiovannese | fine prestito |
| D        | Juan Cruz            | San Marino    | definitivo    |
| D        | Niccolò Dondoni      | Novara        | prestito      |
| D        | Nicola Falasco       | Brescia       | definitivo    |
| D        | Nicola Pasini        | Genoa         | definitivo    |
| D        | Mattia Placido       | Sampdoria     | prestito      |
| D        | Gianluca Romiti      | Pontedera     | definitivo    |
| D        | Massimo Sammartino   | Roma          | prestito      |
| C        | Jacopo Petriccione   | Fiorentina    | prestito      |
| C        | Loris Damonte        | Varese        | definitivo    |
| C        | Fabrizio Lo Sicco    | Lucchese      | definitivo    |
| C        | Federico Proia       | Torino        | prestito      |
| C        | Max Taddei           | Massese       | definitivo    |
| A        | Matteo Merini        | Carrarese     | definitivo    |
| A        | Giammario Piscitella | Roma          | prestito      |
| A        | Emanuele Rovini      | Udinese       | prestito      |
| A        | David Speziale       | Verona        | prestito      |

| Cessioni | Cessioni             | Cessioni         | Cessioni      |
| R.       | Nome                 | a                | Modalità      |
| -------- | -------------------- | ---------------- | ------------- |
| P        | Luca Molinaro        | Genoa            | fine prestito |
| P        | Michał Olczak        | Fermana          | prestito      |
| P        | Matteo Ricci         | Empoli           | fine prestito |
| D        | Samuele Bicchi       | Jolly Montemurlo | prestito      |
| D        | Daniele Celiento     | Napoli           | fine prestito |
| D        | Paolo Frascatore     | Roma             | fine prestito |
| D        | Petar Golubović      | Roma             | fine prestito |
| D        | Luca Piana           | Sampdoria        | fine prestito |
| D        | Luca Ricci           | Catanzaro        | fine prestito |
| C        | Simone Calvano       | Verona           | fine prestito |
| C        | Marcello Falzerano   | Bassano Virtus   | definitivo    |
| C        | Gabriele Pacciardi   |                  | svincolato    |
| C        | Matteo Ricci         | Roma             | fine prestito |
| A        | Valerio Anastasi     | Chievo           | fine prestito |
| A        | Souleymane Coulibaly | Bari             | fine prestito |
| A        | Riccardo Martignago  | Catanzaro        | fine prestito |
| A        | Domenico Mungo       | Parma            | fine prestito |
| A        | Alessandro Romeo     |                  | svincolato    |

### Sessione invernale(dal 04/01 all'1/02)
| Acquisti | Acquisti          | Acquisti         | Acquisti      |
| R.       | Nome              | da               | Modalità      |
| -------- | ----------------- | ---------------- | ------------- |
| D        | Nicolò Antonelli  | Savona           | definitivo    |
| D        | Samuele Bicchi    | Jolly Montemurlo | fine prestito |
| D        | Tommaso D'Orazio  | Teramo           | prestito      |
| D        | Giusto Priola     | Catanzaro        | prestito      |
| C        | Ludovico Gargiulo | Empoli           | prestito      |
| A        | Valerio Anastasi  | Mantova          | prestito      |
| A        | Corrado Colombo   | svincolato       | definitivo    |

| Cessioni | Cessioni             | Cessioni       | Cessioni      |
| R.       | Nome                 | a              | Modalità      |
| -------- | -------------------- | -------------- | ------------- |
| D        | Samuele Bicchi       | Viareggio 2014 | prestito      |
| D        | Juan Cruz            |                | svincolato    |
| D        | Nicola Falasco       | Roma           | definitivo    |
| D        | Mattia Placido       | Sampdoria      | fine prestito |
| C        | Fabrizio Lo Sicco    | Lecce          | prestito      |
| C        | Max Taddei           | Pro Vercelli   | fine prestito |
| A        | Giammario Piscitella | Roma           | fine prestito |
| A        | David Speziale       | Verona         | fine prestito |

### Operazioni successive alla sessione invernale
| Acquisti | Acquisti | Acquisti | Acquisti |
| R.       | Nome     | da       | Modalità |
| -------- | -------- | -------- | -------- |

| Cessioni | Cessioni     | Cessioni | Cessioni   |
| R.       | Nome         | a        | Modalità   |
| -------- | ------------ | -------- | ---------- |
| D        | Vito Di Bari |          | svincolato |

## Risultati

### Lega Pro

#### Girone d'andata
| Arbitro: | Guida (Salerno) |

|                             |           |  |
| Sandomenico 37’ Mancini 45’ | Marcatori |  |

| Pistoia 13 settembre 2015, ore 15:00 CEST 2ª giornata | Pistoiese                   | 0 – 0 referto | Siena | Stadio Marcello Melani (1 553 spett.)\| Arbitro: \| Valiante (Nocera Inferiore) \| |
| Arbitro:                                              | Valiante (Nocera Inferiore) |               |       |                                                                                    |

| Arbitro: | Mantelli (Brescia) |

|                                |           |           |
| Cellini 42’ (rig.) Finotto 84’ | Marcatori | 26’ Mungo |

| Pistoia 26 settembre 2015, ore 15:00 CEST 4ª giornata | Pistoiese          | 0 – 0 referto | Santarcangelo | Stadio Marcello Melani (853 spett.)\| Arbitro: \| Camplone (Pescara) \| |
| Arbitro:                                              | Camplone (Pescara) |               |               |                                                                         |

| Arbitro: | Massimi (Termoli) |

|           |           |                            |
| Tulli 63’ | Marcatori | 17’ Damonte 42’ Sinigaglia |

| Arbitro: | Piscopo (Imperia) |

|                |           |  |
| Sinigaglia 59’ | Marcatori |  |

| Arbitro: | Zanonato (Vicenza) |

|             |           |                  |
| Ragatzu 65’ | Marcatori | 90+4’ Sinigaglia |

| Pistoia 25 ottobre 2015, ore 14:30 CET 8ª giornata | Pistoiese       | 0 – 0 referto | Tuttocuoio | Stadio Marcello Melani (1 010 spett.)\| Arbitro: \| Sozza (Seregno) \| |
| Arbitro:                                           | Sozza (Seregno) |               |            |                                                                        |

| Arbitro: | Rossi (Rovigo) |

|             |           |  |
| Chiricò 38’ | Marcatori |  |

| Arbitro: | Candeo (Este) |

|            |           |                          |
| Lanini 67’ | Marcatori | 19’ Faísca 85’ Buonaiuto |

| Pontedera 14 novembre 2015, ore 20:30 CET 11ª giornata | Pontedera        | 0 – 0 referto | Pistoiese | Stadio Ettore Mannucci (580 spett.)\| Arbitro: \| Maggioni (Lecco) \| |
| Arbitro:                                               | Maggioni (Lecco) |               |           |                                                                       |

| Arbitro: | Fiorini (Frosinone) |

|  |           |                |
|  | Marcatori | 86’ Di Mariano |

| Arbitro: | Fourneau (Roma 1) |

|                         |           |  |
| Infantino 21’ Gyasi 41’ | Marcatori |  |

| Arbitro: | Sprezzola (Mestre) |

|             |           |                 |
| Di Bari 90’ | Marcatori | 86’ Bentancourt |

| Arbitro: | Pietropaolo (Modena) |

|                                |           |                     |
| Di Paolantonio 26’ Le Noci 90’ | Marcatori | 36’ (aut.) Speranza |

| Arbitro: | Catona (Reggio Calabria) |

|                        |           |  |
| Petriccione 33’ (rig.) | Marcatori |  |

| Arbitro: | Amoroso (Paola) |

|                |           |  |
| Verna 25’, 60’ | Marcatori |  |

#### Girone di ritorno
| Arbitro: | Pillitteri (Palermo) |

|                                     |           |           |
| Colombo 42’ Gargiulo 48’ Rovini 56’ | Marcatori | 50’ Perna |

| Arbitro: | Mei (Pesaro) |

|               |           |            |
| Mendicino 64’ | Marcatori | 13’ Rovini |

| Arbitro: | Guccini (Albano Laziale) |

|  |           |            |
|  | Marcatori | 90’ Grassi |

| Arbitro: | Viotti (Tivoli) |

|                                      |           |           |
| Margiotta 6’ Ilari 64’ Venitucci 66’ | Marcatori | 55’ Mungo |

| Arbitro: | Schirru (Nichelino) |

|                 |           |               |
| Rovini 47’, 61’ | Marcatori | 90+2’ Belkaid |

| Lucca 20 febbraio 2016, ore 15:00 CET 23ª giornata | Lucchese         | 0 – 0 referto | Pistoiese | Stadio Porta Elisa (1 322 spett.)\| Arbitro: \| Andreini (Forlì) \| |
| Arbitro:                                           | Andreini (Forlì) |               |           |                                                                     |

| Arbitro: | De Remigis (Teramo) |

|            |           |  |
| Rovini 52’ | Marcatori |  |

| Pontedera 5 marzo 2016, ore 20:30 CET 25ª giornata | Tuttocuoio         | 0 – 0 referto | Pistoiese | Stadio Ettore Mannucci (364 spett.)\| Arbitro: \| Zanonato (Vicenza) \| |
| Arbitro:                                           | Zanonato (Vicenza) |               |           |                                                                         |

| Arbitro: | Perotti (Legnano) |

|                      |           |                         |
| Mungo 27’ Rovini 46’ | Marcatori | 44’ Eguelfi 84’ Moncini |

| Arbitro: | Fiorini (Frosinone) |

|              |           |              |
| Buonaiuto 4’ | Marcatori | 62’ Anastasi |

| Arbitro: | Strippoli (Bari) |

|           |           |                                |
| Mungo 36’ | Marcatori | 13’, 74’ Scappini 48’ Risaliti |

| Arbitro: | Candeo (Este) |

|                           |           |           |
| Pedrelli 16’ Lombardi 90’ | Marcatori | 36’ Mungo |

| Arbitro: | Zingarelli (Siena) |

|                        |           |          |
| Petriccione 72’ (rig.) | Marcatori | 14’ Cais |

| Arbitro: | Capone (Palermo) |

|  |           |                           |
|  | Marcatori | 9’ Mungo 12’, 53’ Colombo |

| Arbitro: | Catona (Reggio Calabria) |

|                         |           |              |
| Sinigaglia 3’ Mungo 29’ | Marcatori | 12’ Cruciani |

| Arbitro: | Chindemi (Viterbo) |

|           |           |  |
| Tassi 53’ | Marcatori |  |

| Arbitro: | D'Apice (Arezzo) |

|              |           |  |
| Vassallo 54’ | Marcatori |  |

### Coppa Italia Lega Pro

#### Fase a gironi
| Squadra   | P.ti | G | V | N | P | GF | GS | DR |
| --------- | ---- | - | - | - | - | -- | -- | -- |
| Pistoiese | 3    | 2 | 1 | 0 | 1 | 5  | 2  | +3 |
| Carrarese | 3    | 2 | 1 | 0 | 1 | 2  | 2  | 0  |
| Savona    | 3    | 2 | 1 | 0 | 1 | 1  | 4  | -3 |

| Arbitro: | Bertani (Pisa) |

|                     |           |            |
| Sbraga 5’ Ademi 81’ | Marcatori | 18’ Rovini |

| Arbitro: | Chindemi (Viterbo) |

|                                                 |           |  |
| Vassallo 19’ Lo Sicco 61’ Rovini 68’ Merini 88’ | Marcatori |  |

#### Fase a eliminazione diretta
| Arbitro: | Andreini (Forlì) |

|  |           |             |
|  | Marcatori | 63’ Peralta |

## Statistiche

### Statistiche di squadra
| Competizione          | Punti | In casa | In casa | In casa | In casa | In casa | In casa | In trasferta | In trasferta | In trasferta | In trasferta | In trasferta | In trasferta | Totale | Totale | Totale | Totale | Totale | Totale | DR |
| Competizione          | Punti | G       | V       | N       | P       | Gf      | Gs      | G            | V            | N            | P            | Gf           | Gs           | G      | V      | N      | P      | Gf     | Gs     | DR |
| --------------------- | ----- | ------- | ------- | ------- | ------- | ------- | ------- | ------------ | ------------ | ------------ | ------------ | ------------ | ------------ | ------ | ------ | ------ | ------ | ------ | ------ | -- |
| Campionato            | 39    | 17      | 7       | 6       | 4       | 17      | 14      | 17           | 2            | 6            | 9            | 12           | 21           | 34     | 9      | 12     | 13     | 29     | 35     | -6 |
| Coppa Italia Lega Pro | 3     | 2       | 1       | 0       | 1       | 4       | 1       | 1            | 0            | 0            | 1            | 1            | 2            | 3      | 1      | 0      | 2      | 5      | 3      | +2 |
| Totale                | 42    | 19      | 8       | 6       | 5       | 21      | 15      | 18           | 2            | 6            | 10           | 13           | 23           | 37     | 10     | 12     | 15     | 34     | 38     | -4 |

### Andamento in campionato
| Giornata  | 1  | 2  | 3  | 4  | 5  | 6 | 7 | 8 | 9  | 10 | 11 | 12 | 13 | 14 | 15 | 16 | 17 | 18 | 19 | 20 | 21 | 22 | 23 | 24 | 25 | 26 | 27 | 28 | 29 | 30 | 31 | 32 | 33 | 34 |
| --------- | -- | -- | -- | -- | -- | - | - | - | -- | -- | -- | -- | -- | -- | -- | -- | -- | -- | -- | -- | -- | -- | -- | -- | -- | -- | -- | -- | -- | -- | -- | -- | -- | -- |
| Luogo     | T  | C  | T  | C  | T  | C | T | C | T  | C  | T  | C  | T  | C  | T  | C  | T  | C  | T  | C  | T  | C  | T  | C  | T  | C  | T  | C  | T  | C  | T  | C  | T  | C  |
| Risultato | P  | N  | P  | N  | V  | V | N | N | P  | P  | N  | P  | P  | N  | P  | V  | P  | V  | N  | P  | P  | V  | N  | V  | N  | N  | N  | P  | P  | N  | V  | V  | P  | V  |
| Posizione | 15 | 14 | 15 | 16 | 13 | 8 | 8 | 7 | 11 | 14 | 13 | 14 | 15 | 16 | 16 | 16 | 16 | 15 | 15 | 13 | 14 | 13 | 15 | 10 | 10 | 12 | 12 | 13 | 15 | 13 | 11 | 10 | 13 | 12 |

Legenda:

Luogo: C = Casa; T = Trasferta. Risultato: V = Vittoria; N = Pareggio; P = Sconfitta.